# Charles Edward Tamba
Charles Edward Tamba (Kainkordu, 18 aprile 1956) è un arcivescovo cattolico sierraleonese, dal 15 gennaio 2011 arcivescovo metropolita di Freetown.

## Biografia

### Formazione e ministero sacerdotale
Dopo gli studi secondari, ha frequentato il pre-seminario St. Kizito di Kenema nel 1977 e dal 1978 al 1985 il seminario maggiore Saint Paul di Gbarngaessere. È stato ordinato sacerdote il 4 aprile 1986 e dal 1991 al 1996 ha completato gli studi conseguendo la licenza e il dottorato in teologia dogmatica rispettivamente presso la Pontificia Università Urbaniana e la Pontificia Università Gregoriana. 
Nel 2000 è diventato rettore del "St. Paul's Major Seminary" di Freetown.

### Ministero episcopale
Il 15 marzo 2008 papa Benedetto XVI lo ha nominato arcivescovo di Freetown e Bo, succedendo al predecessore Joseph Henry Ganda, dimessosi per raggiunti limiti d'età.
Ha ricevuto l'ordinazione episcopale il 14 maggio successivo nunzio apostolico di Sierra Leone arcivescovo titorale di Sulci George Antonysamy, co-consacranti il vescovo di Kenema Patrick Daniel Koroma e il vescovo di Makeni George Biguzzi.
Nel 2009 ha partecipato alla seconda assemblea speciale per l'Africa del sinodo dei vescovi.
Il 15 gennaio 2011 con la bolla Petrini ministerii di papa Benedetto XVI, si è sancita la divisione dell'arcidiocesi di Freetown e Bo, che ha dato origine all'arcidiocesi di Freetown, che continua ad essere guidata dall'arcivescovo e alla diocesi di Bo.
Il 26 aprile 2010 e l'11 giugno 2018 ha compiuto la visita ad limina.
Nel 2017 ha ricevuto un telegramma di cordoglio inviato, a nome del Santo Padre Francesco, dal cardinale segretario di Stato Pietro Parolin, per le vittime dell'alluvione e dalla frana che hanno colpito la capitale della Sierra Leone.
Nel dicembre 2020 è stato unanimemente eletto presidente del consiglio interreligioso della Sierra Leone.
In un'intervista del 2021 ha rilasciato alcune dichiarazioni sui rapporti con l'Islam e sull'impegno per la salvaguardia del Creato affermando che vi è una grande cooperazione tra le due religioni soprattutto per mandare un messaggio univoco su come comportarsi contro l'epidemia di ebola prima e di covid-19 poi e che i leader religiosi hanno una grande influenza sulla popolazione, in quanto, a differenza dei leader politici, 
non hanno interesse di voto e conseguentemente risultano avere un profilo neutrale. Inoltre ha molto a cuore il tema ecologico e partendo dall'enciclica di papa Francesco Laudato si' sostiene che bisogna fare ancora molto affinché si promuova la raccolta differenziata e non si abbandonino i rifiuti per strada o in mare, oltre a ridurre l'abbattimento indiscriminato di alberi ad alto fusto, che sta causando una forte deforestazione. Ha inoltre denunciato la situazione delle miniere che deturpano il paesaggio e producono liquami, e le persone che ci lavorano non solo sono sfruttate ma rischiano di ammalarsi gravemente.

## Genealogia episcopale e successione apostolica
La genealogia episcopale è:
- Cardinale Scipione Rebiba
- Cardinale Giulio Antonio Santori
- Cardinale Girolamo Bernerio, O.P.
- Arcivescovo Galeazzo Sanvitale
- Cardinale Ludovico Ludovisi
- Cardinale Luigi Caetani
- Cardinale Ulderico Carpegna
- Cardinale Paluzzo Paluzzi Altieri degli Albertoni
- Papa Benedetto XIII
- Papa Benedetto XIV
- Papa Clemente XIII
- Cardinale Marcantonio Colonna
- Cardinale Giacinto Sigismondo Gerdil, B.
- Cardinale Giulio Maria della Somaglia
- Cardinale Carlo Odescalchi, S.I.
- Cardinale Costantino Patrizi Naro
- Cardinale Lucido Maria Parocchi
- Papa Pio X
- Papa Benedetto XV
- Papa Pio XII
- Cardinale Eugène Tisserant
- Papa Paolo VI
- Cardinale Agostino Casaroli
- Cardinale Ivan Dias
- Arcivescovo George Antonysamy
- Arcivescovo Edward Tamba Charles

La successione apostolica è:
- Vescovo Gabriel Mendy, C.S.Sp. (2018)